# Amaricoccus
Amaricoccus ist eine Gattung von Bakterien.
Die ersten vier beschriebenen Arten wurden aus Belebtschlamm-Biomasse in Kläranlagen isoliert. Im Jahr 2020 wurde eine weitere Art aus den Mangroven isoliert. Für Arten der Amaricoccus ist die Bildung von Tetraden, also 4 aneinander liegenden Zellenl, typisch.

## Merkmale
Die Zellen der Arten von Amaricoccus sind kokkenförmig. Der Durchmesser liegt je nach Art zwischen 1,3 bis 1,8 μm. Die einzelnen Zellen sind gewöhnlich in Tetraden angeordnet. Sie sind nicht beweglich. Eine Sporenbildung erfolgt nicht. Auch eine Lagerung von Granulate aus Polyphosphat findet nicht statt. Der Oxidase-Test verläuft positiv.
Die Arten benötigen Sauerstoff, sie sind aerob. Der Stoffwechsel ist die Atmung mit Sauerstoff als terminalen Elektronenakzeptor. Als Energiequelle und für das Wachstum werden organische Stoffen genutzt (chemoheterotroph), eine Photosynthese findet nicht statt. Das Wachstum erfolgt bei 20–37 °C und bei pH-Werten von 5,5–9,0.
Eine Vielzahl organischer Verbindungen kann als Kohlenstoffquelle verwendet werden. Hierzu zählen z. B. D-Fructose, Glucose, Mannitol, L-Glutaminsäure, D-Mannose, D-Sorbitol, Saccharose, L-Rhamnose, L-Arabinose, L-Leucin und L-Histidin.
Die Gram-Färbung verläuft negativ. Die einzelnen Arten wurden im Belebtschlamm und Abwasser isoliert.

## Systematik
Die Gattung Amaricoccus zählt zu der Familie der Paracoccaceae, die zu der Ordnung Rhodobacterales der Abteilung Proteobacteria zählt. Sie wurde im Jahr 1997 erstellt. Im März 2024 wurden 5 Arten geführt:
- Amaricoccus kaplicensis Maszenan et al. 1997
- Amaricoccus macauensis Maszenan et al. 1997
- Amaricoccus solimangrovi Mo et al. 2020
- Amaricoccus tamworthensis Maszenan et al. 1997
- Amaricoccus veronensis Maszenan et al. 1997